# Tőzeggyármajor

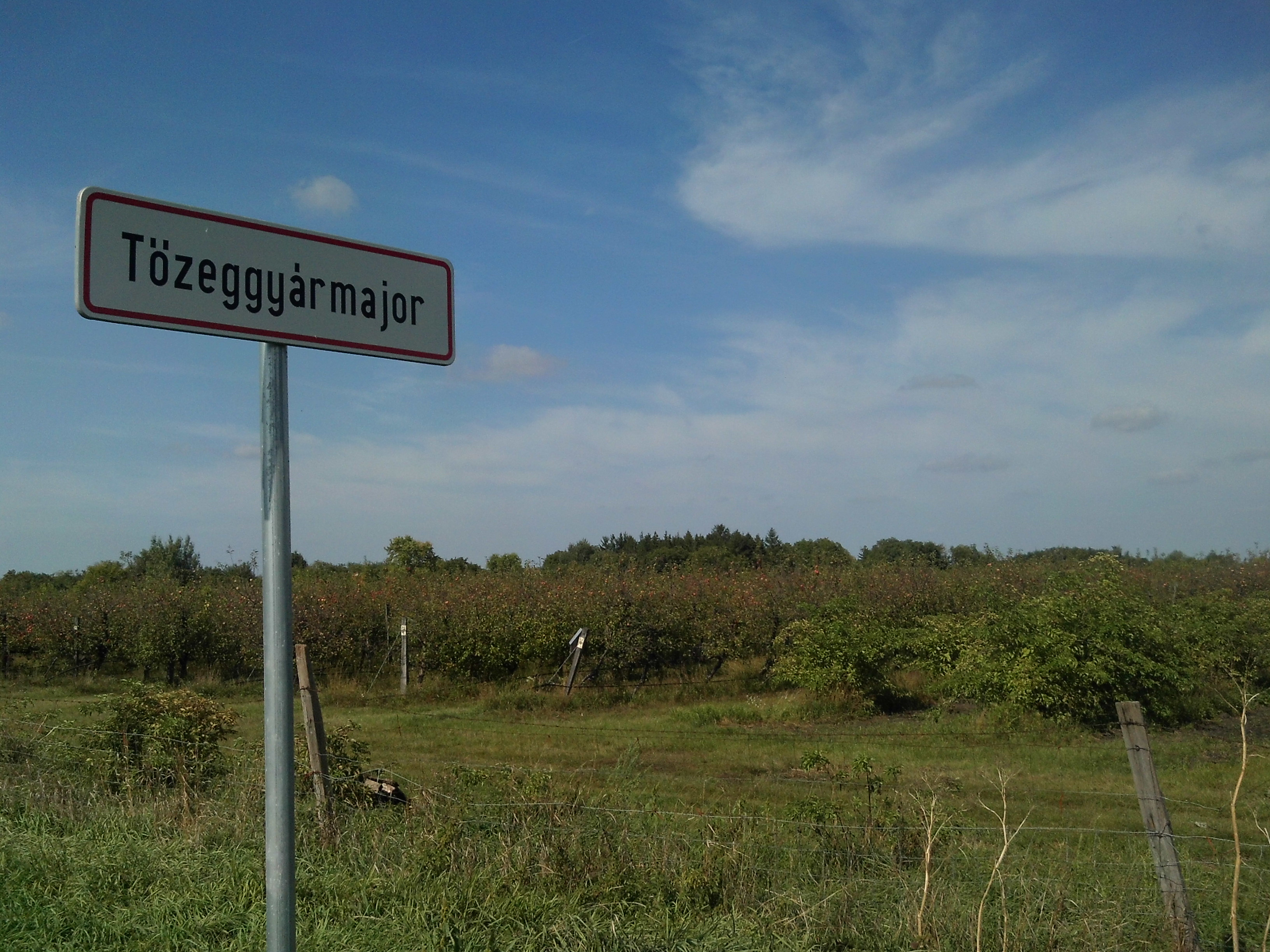
Ortstafel von Tőzeggyármajor

Tőzeggyármajor ist ein Ortsteil der ungarischen Stadt Fertőd, die im Kreis Sopron im Komitat Győr-Moson-Sopron liegt. Im Jahr 2011 gab es in Tőzeggyármajor 84 Häuser und 113 Einwohner.

## Geographische Lage
Der Ortsteil befindet sich neun Kilometer nordöstlich von Fertőd und knapp zwei Kilometer südlich der Grenze zu Österreich. Durch den Ort verläuft der Fluss Ikva, der nördlich an der österreichischen Grenze in den Einserkanal mündet.

## Sehenswürdigkeiten
- Römisch-katholische Kapelle Nagyboldogasszony

## Verkehr
Durch Tőzeggyármajor verläuft die Landstraße Nr. 8529. Es bestehen Busverbindungen nach Fertőd und Kapuvár. Die nächstgelegenen Bahnhöfe befinden sich im österreichischen Pamhagen, in Fertőd und Kapuvár. Vier Kilometer nordwestlich von Tőzeggyármajor befindet sich ein Grenzübergang zu Österreich.